# Félix Verreydt
Félix Verreydt, né le 18 février 1798 à Diest (Belgique) et décédé le 1er mars 1883 à Cincinnati (États-Unis), était un prêtre jésuite belge, missionnaire parmi les Amérindiens du Midwest américain, au temps de la Conquête de l'Ouest des États-Unis.

## Biographie
Originaire de Diest, en Brabant, Félix Verreydt est encore séminariste lorsqu'il part au Nouveau Monde comme missionnaire. Arrivé aux États-Unis il rejoint le groupe des missionnaires jésuites belges du Missouri et commence son noviciat le 6 octobre 1821. Il est ordonné prêtre le 23 septembre, dans l'église paroissiale de Florissant (Missouri), par Mgr Rosati. Les missions d'évangélisation des indiens Potawatomi étaient basés sur la rivière Osage Sugar Creek, où il a travaillé avec Philippine Duchesne.
La Mission Sainte-Marie de Sugar Creek était située entre les États américains actuels du Kansas et du Missouri. Dès 1827 les jésuites avaient contacté les Osages de la Sugar Creek, mais dans le Missouri, pour les attirer vers la mission de Florissant (Missouri), mais il a fallu attendre dix ans, pour que Christian Hoecken fonde la Mission Sainte-Marie de Sugar Creek. En 1844, Félix Verreydt part de cette mission pour aller visiter à son tour un autre campement d'indiens Osages, dans le but d'y établir une mission.
Dans ses mémoires, Félix Verreydt souligne que les activités agricoles de la mission étaient gênées par le manque de terres suffisamment fertiles que pour permettre la culture favorite des amérindiens, le maïs, une plante qui demande par ailleurs de l'humidité. En juillet 1848, Christian Hoecken a envoyé Félix Verreydt à Saint-Louis pour recevoir des instructions sur l'avenir des missions.